# 오사카부도 제109호선
오사카부도 제109호 요노쿠루 마쓰리 선(일본어: 大阪府道109号余野車作線)은 오사카부 도요노군 도요노정에서 같은 부에 속한 이바라키시까지 이어주는 일반 현도이다.

## 노선 정보
- 기점 : 오사카부 도요노군 도요노정 기타하라구치 교차로 (이 교차로에서는 일본 423번 국도(일본어판)와 접촉하고 있음)
- 종점 : 오사카부 이바라키시 구루마쓰쿠리 (이 일대에서는 46번 오사카부도·교토부도(일본어판)과 접촉함)

## 지리
- 통과하는 지자체 : 오사카부 도요노군 도요노정 - 이바라키시
- 접촉 가능한 도로 : 아래와 같음.
  - 일반 국도 : 국도 제423호선 (일본)(일본어판)
  - 주요 지방도 (부도) : 오사카부도 제1호선, 오사카부도·교토부도 제43호선, 오사카부도·교토부도 제46호선
- 연선 : 오사카부립 시로야마 고등학교

## 같이 보기
- 이바라키다이(일본어판)